# Avanha

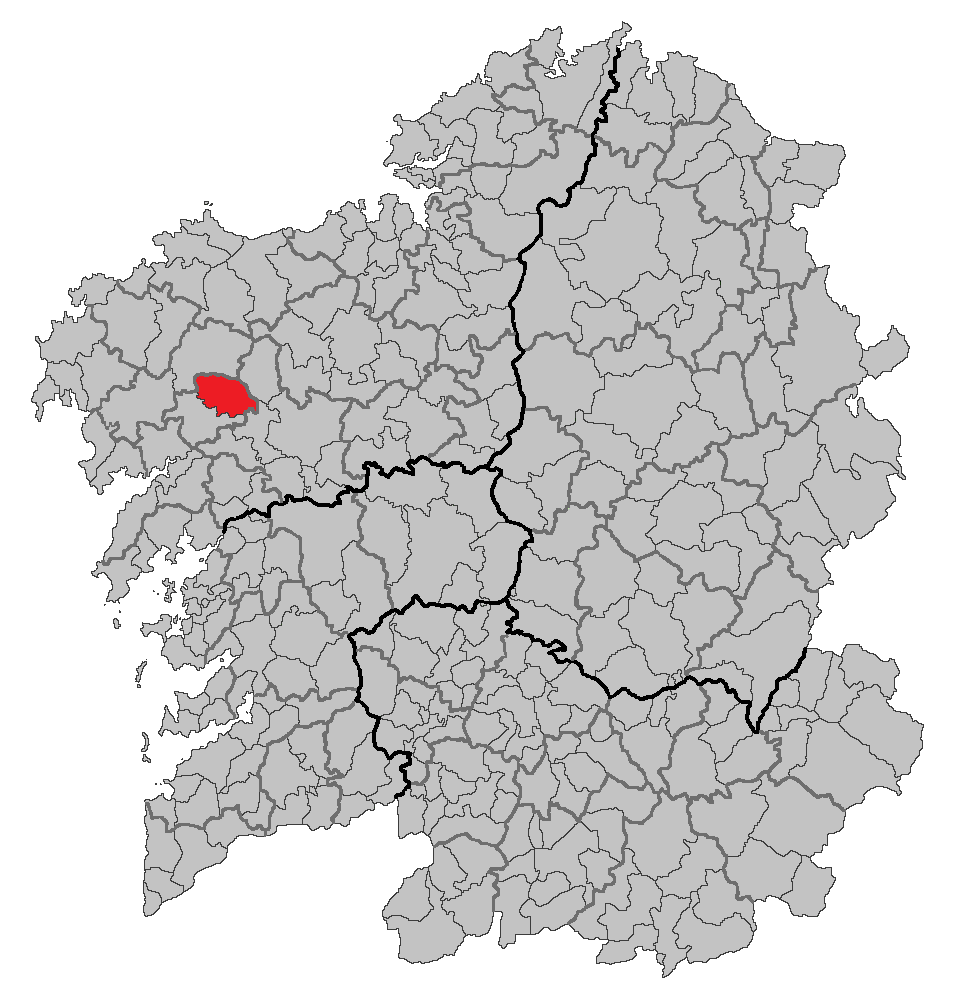
Localização de Avanha

Avanha (A Baña; em espanhol, La Baña) é um município da Espanha na província da Corunha, comunidade autónoma da Galiza, de área 98,2 km² com população de 4673 habitantes (2007) e densidade populacional de 49,56 hab/km².

## Demografia
| Variação demográfica do município entre 1991 e 2004 | Variação demográfica do município entre 1991 e 2004 | Variação demográfica do município entre 1991 e 2004 | Variação demográfica do município entre 1991 e 2004 |
| --------------------------------------------------- | --------------------------------------------------- | --------------------------------------------------- | --------------------------------------------------- |
| 1991                                                | 1996                                                | 2001                                                | 2004                                                |
| 5 864                                               | 5 836                                               | 4 800                                               | 4 888                                               |

## Galeria

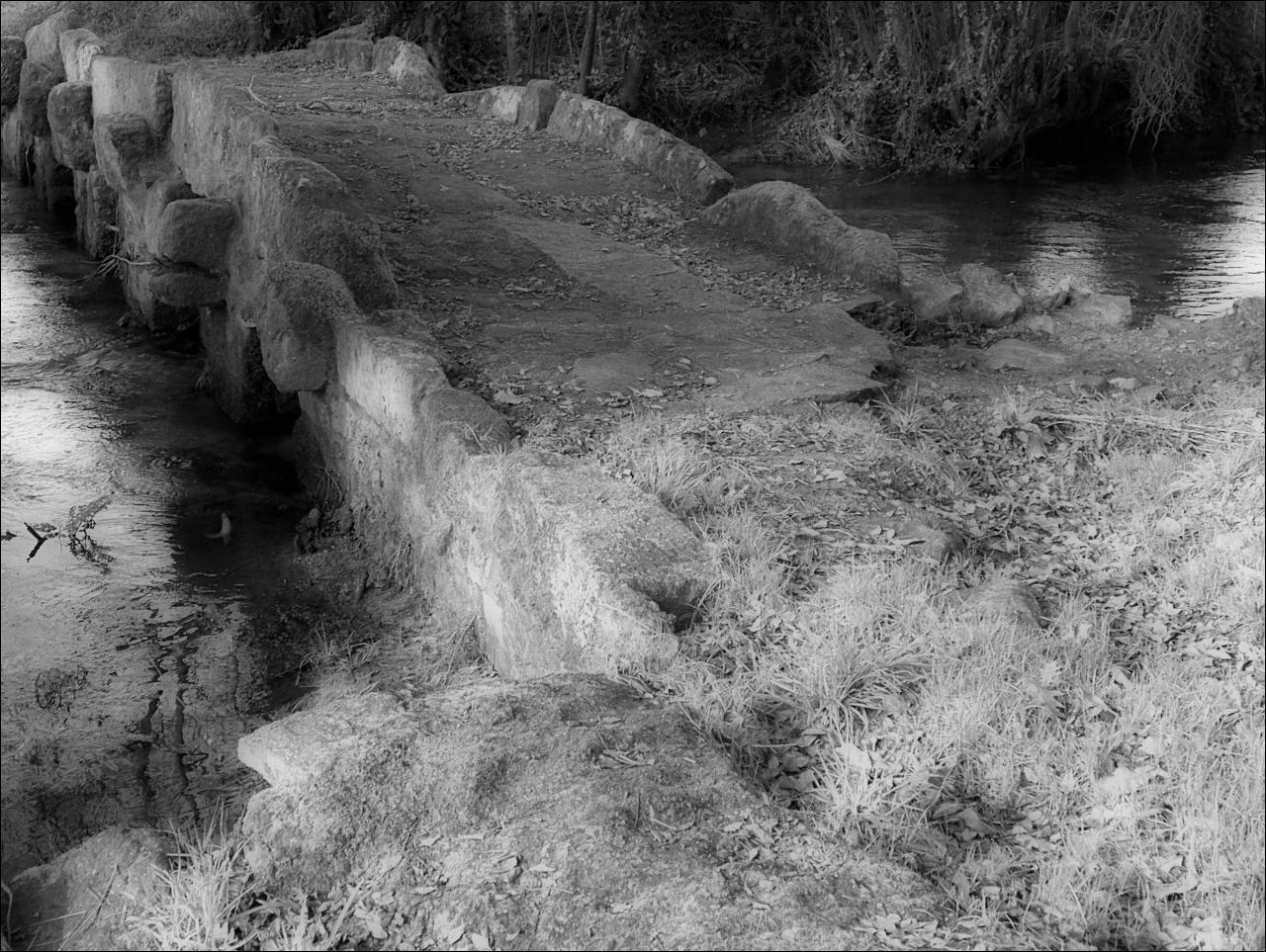
Ponte na praia fluvial da Baña